# Rufino Sotolongo
Rufino Sotolongo Reyes, né le 30 juillet 1953 à San Cristóbal (Cuba), est un entraîneur cubain de football.

## Biographie
Ancien joueur du FC Pinar del Río durant 14 saisons, de 1976 à 1989, c'est vers la fin de sa carrière qu'il s'adjuge le championnat de Cuba par deux fois (1987 et 1988-89). Il y sera sacré une nouvelle fois, mais cette fois-ci comme entraîneur, en 1995.
Sotolongo s'est surtout spécialisé dans le football féminin puisqu'il a été à la tête des sélections cubaine (2004-2010) et dominicaine (2011-2015). Il a aussi dirigé les sélections de jeunes de son pays, notamment l'équipe de Cuba des moins de 17 ans.

## Palmarès

### Joueur
- Champion de Cuba avec le FC Pinar del Río en 1987 et 1988-89.

### Entraîneur
- Champion de Cuba avec le FC Pinar del Río en 1995.